# Налбандян, Луиза
Луиза Налбандян (арм. Լուիզ Նալբանդյան 1926—1974) — американский учёный-арменовед, историк и педагог. Профессор кафедры истории университета Фресно, основатель и руководитель кафедры армянских исследований университета

## Биография
Луиза Налбандян родилась в 1926 году в американском городе Сан-Франциско, в семье Богоса Налбандяна и Цицан Хинекян. Отец происходил из города Харпут, а мать — из Эрзинджана. После окончания школы, училась в университете Сан-Франциско, и получив там степень магистра продолжила обучение в Стенфордском университете, где она получила докторскую степень. В качестве научного сотрудника преподавала в Калифорнийском университете Лос-Анджелеса. С 1963 году доктор Налбандян работала в университете Фресно, став первой женщиной в мужском преподавательском коллективе учебного заведения. Там же, в университете, начиная с 1967 года, преподавала историю Армении. По инициативе Луизы Налбандян при университете открывается кафедра армянских исследований, где к 1970 году, она привлекла к работе лингвиста Сирпуи Мессерлян и профессора этнических исследований доктора Ару Авакяна. В 1974 году, возвращаясь от родственников из города Ньюмана, Луиза Налбандян трагически погибла в автокатастрофе. Через два года, после кончины учёного, кафедру армянских исследований университета Фресно возглавил историк Тигран Куимджян

## Избранные труды
- The Armenian Revolutionary Movement: The Development of Armenian Political Parties Through the Nineteenth Century / Армянское революционное движение: развитие армянских политических партий в девятнадцатом веке